# Искровский сельсовет (Истринский район)
Искровский сельсовет — упразднённая административно-территориальная единица, существовавшая на территории Московской области в 1929—1939 годах.
Искровский с/с был образован в 1929 году в составе Воскресенского района Московского округа Московской области, путём объединения Буньковского и Ябединского с/с.
30 октября 1930 года Воскресенский район был переименован в Истринский район.
17 июля 1939 года Искровский с/с был упразднён. При этом селения Крючково и Рожново были переданы в Лукинский с/с, селение Буньково — в Вельяминовский с/с, а селение Ябедино, посёлок МТС и санаторий имени Чехова — в Лучинский с/с.